# Atletica leggera agli VIII Giochi panafricani
Le competizioni di atletica leggera agli VIII Giochi panafricani si sono svolte dall'11 al 16 ottobre 2003 allo Stadio nazionale di Abuja, in Nigeria.

## Nazioni partecipanti
Il numero d'atleti impiegati da ogni nazione è indicato tra parentesi.
- Algeria (18)
- Angola (2)
- Benin (11)
- Botswana (11)
- Burkina Faso (10)
- Burundi (4)
- Camerun (10)
- Capo Verde (4)
- Rep. Centrafricana (2)
- Ciad (3)
- Comore (1)
- RD del Congo (4)
- Egitto (11)
- Eritrea (8)
- Etiopia (36)
- Gambia (7)
- Ghana (14)
- Guinea (2)
- Guinea-Bissau (1)
- Costa d'Avorio (9)
- Kenya (29)
- Liberia (8)
- Libia (4)
- Lesotho (1)
- Madagascar (5)
- Malawi (7)
- Mali (9)
- Mauritania (2)
- Mauritius (7)
- Mozambico (3)
- Namibia (5)
- Niger (2)
- Nigeria (67)
- Rep. del Congo (11)
- Ruanda (6)
- São Tomé e Príncipe (4)
- Senegal (22)
- Seychelles (5)
- Sierra Leone (14)
- Sudafrica (40)
- Sudan (9)
- Tanzania (5)
- Togo (4)
- Tunisia (8)
- Uganda (7)
- Zambia (1)

## Risultati

### Uomini
| Specialità | Oro                                                                       | Prestazione | Argento                                                       | Prestazione | Bronzo                                                                      | Prestazione |
| Corse piane |                                                                           |             |                                                               |             |                                                                             |             |
| 100 m (dettagli) | Deji Aliu                                                                 | 9"95        | Uchenna Emedolu                                               | 9"97        | Leonard Myles-Mills                                                         | 10"03       |
| 200 m (dettagli) | Uchenna Emedolu                                                           | 20"42       | Frankie Fredericks                                            | 20"43       | Abdul Aziz Zakari                                                           | 20"51       |
| 400 m (dettagli) | Ezra Sambu                                                                | 44"98       | Nagmeldin Ali Abubakr                                         | 45"22       | Sofiane Labidi                                                              | 45"42       |
| 800 m (dettagli) | Samwel Mwera                                                              | 1'46"13     | Mbulaeni Mulaudzi                                             | 1'46"44     | Justus Koech                                                                | 1'46"50     |
| 1500 m (dettagli) | Paul Korir                                                                | 3'37"52     | Robert Rono                                                   | 3'38"13     | Benjamin Kipkurui                                                           | 3'38"94     |
| 5000 m (dettagli) | Kenenisa Bekele                                                           | 13'26"16    | Hailu Mekonnen                                                | 13'26"73    | John Kibowen                                                                | 13'29"14    |
| 10000 m (dettagli) | Sileshi Sihine                                                            | 27'42"13    | Gebregziabher Gebremariam                                     | 27'43"12    | Dejene Berhanu                                                              | 27'47"19    |
| Corse a ostacoli |                                                                           |             |                                                               |             |                                                                             |             |
| 110 m ostacoli (dettagli) | Joseph-Berlioz Randriamihaja                                              | 13"77       | Todd Matthews-Jouda                                           | 13"81       | Frikkie van Zyl                                                             | 13"94       |
| 400 m ostacoli (dettagli) | Osita Okeagu                                                              | 50"25       | Victor Okorie                                                 | 50"36       | Ibou Faye                                                                   | 50"89       |
| 3000 m siepi (dettagli) | Ezekiel Kemboi                                                            | 8'12"27     | Paul Kipsiele Koech                                           | 8'14"77     | Tewodros Shiferaw                                                           | 8'27"33     |
| Staffette |                                                                           |             |                                                               |             |                                                                             |             |
| 4×100 m (dettagli) | Ghana Christian Nsiah Eric Nkansah Aziz Zakari Leonard Myles-Mills        | 38"63       | Nigeria Aaron Egbele Tamunosiki Atodirubo Deji Musa Deji Aliu | 38"70       | Senegal Oumar Loum Doudou Felou Sow Gora Diop Abdou Demba Lam               | 39"79       |
| 4×400 m (dettagli) | Botswana California Molefe Kagiso Kilego Oganeditse Moseki Johnson Kubisa | 3'02"24     | Nigeria Abayomi Agunbiade James Godday Bolaji Lawal Musa Audu | 3'04"49     | Zimbabwe Crispen Mutakanyi Godwin Tauya Temba Ncube Talkmore Young Nyongani | 3'05"62     |
| Corse su strada |                                                                           |             |                                                               |             |                                                                             |             |
| Maratona (dettagli) | Johannes Kekana                                                           | 2 h 25'01 s | Gashaw Melese                                                 | 2 h 26'08 s | Gudisa Shentema                                                             | 2 h 27'39 s |
| Marcia 20 km (dettagli) | Hatem Ghoula                                                              | 1 h 30'32 s | Moussa Aouanouk                                               | 1 h 30'36 s | Arezki Yahiaoui                                                             | 1 h 35'19"  |
| Salti |                                                                           |             |                                                               |             |                                                                             |             |
| Salto in lungo (dettagli) | Ignisious Gaisah                                                          | 8,30 m      | Ndiss Kaba Badji                                              | 7,92 m      | Khotso Mokoena                                                              | 7,83 m      |
| Salto triplo (dettagli) | Andrew Owusu                                                              | 16,41 m     | Khotso Mokoena                                                | 16,28 m     | Olivier Sanou                                                               | 16,21 m     |
| Salto in alto (dettagli) | Kabelo Mmono                                                              | 2,15 m      | Jude Sidonie                                                  | 2,10 m      | Samson Idiata                                                               | 2,10 m      |
| Salto con l'asta (dettagli) | Béchir Zaghouani                                                          | 5,20 m      | Fanie Jacobs                                                  | 5,20 m      | Karim Sène                                                                  | 5,00 m      |
| Lanci |                                                                           |             |                                                               |             |                                                                             |             |
| Getto del peso (dettagli) | Burger Lambrechts                                                         | 18,87 m     | Chima Ugwu                                                    | 18,66 m     | Yasser Ibrahim Farag                                                        | 17,96 m     |
| Lancio del disco (dettagli) | Omar Ahmed El Ghazali                                                     | 63,61 m     | Hannes Hopley                                                 | 62,86 m     | Johannes van Wyk                                                            | 62,43 m     |
| Lancio del martello (dettagli) | Chris Harmse                                                              | 75,17 m     | Saber Souid                                                   | 70,81 m     | Samir Haouam                                                                | 68,95 m     |
| Lancio del giavellotto (dettagli) | Gerhardus Pienaar                                                         | 76,95 m     | Walid Abderrazak Mohamed                                      | 73,79 m     | Brian Erasmus                                                               | 72,94 m     |
| Prove multiple |                                                                           |             |                                                               |             |                                                                             |             |
| Decathlon (dettagli) | Mustafa Taha Hussein                                                      | 7 400 p.    | Lee Okoroafor                                                 | 7 240 p.    | Rédouane Youcef                                                             | 7 119 p.    |
| record mondiale; record mondiale stagionale; record africano; record dei Giochi; record nazionale; record personale; record personale stagionale. |                                                                           |             |                                                               |             |                                                                             |             |

### Donne
| Specialità | Oro                                                            | Prestazione | Argento                                                                    | Prestazione | Bronzo                                                           | Prestazione |
| Corse piane |                                                                |             |                                                                            |             |                                                                  |             |
| 100 m (dettagli) | Mary Onyali                                                    | 11"26       | Endurance Ojokolo                                                          | 11"26       | Vida Anim                                                        | 11"29       |
| 200 m (dettagli) | Mary Onyali                                                    | 23"09       | Vida Anim                                                                  | 23"17       | Estie Wittstock                                                  | 23"46       |
| 400 m (dettagli) | Fatou Bintou Fall                                              | 51"38       | Doris Jacob                                                                | 51"41       | Mireille Nguimgo                                                 | 51"59       |
| 800 m (dettagli) | Grace Ebor                                                     | 2'02"04     | Akosua Serwah                                                              | 2'02"40     | Lwiza John                                                       | 2'02"85     |
| 1500 m (dettagli) | Kutre Dulecha                                                  | 4'21"63     | Jackline Maranga                                                           | 4'22"69     | Naomi Mugo                                                       | 4'24"33     |
| 5000 m (dettagli) | Meseret Defar                                                  | 16'42"0     | Dorcus Inzikuru                                                            | 16'42"9     | Isabella Ochichi                                                 | 16'43"4     |
| 10000 m (dettagli) | Ejegayehu Dibaba                                               | 32'34"54    | Werknesh Kidane                                                            | 32'37"35    | Leah Malot                                                       | 32'56"43    |
| Corse a ostacoli |                                                                |             |                                                                            |             |                                                                  |             |
| 100 m ostacoli (dettagli) | Angela Atede                                                   | 13"01       | Damaris Agbugba                                                            | 13"06       | Christy Akinremi                                                 | 13"55       |
| 400 m ostacoli (dettagli) | Omolade Akinremi                                               | 56"98       | Kate Obilor                                                                | 57"53       | Carole Kaboud Mebam                                              | 58"28       |
| Staffette |                                                                |             |                                                                            |             |                                                                  |             |
| 4×100 m (dettagli) | Nigeria Emem Edem Endurance Ojokolo Chinedu Odozor Mary Onyali | 43"04       | Sudafrica Dikeledi Moropane Heide Seyerling Geraldine Pillay Kerryn Hulsen | 44"44       | Senegal Aissatou Badji Fatou Bintou Fall Aminata Diouf Aida Diop | 45"42       |
| 4×400 m (dettagli) | Nigeria Bisi Afolabi Glory Nwosu Doris Jacob Rosemary Onochie  | 3'27"76     | Camerun Hortense Bewouda Carole Kaboud Mireille Nguimgo Muriel Noah Ahanda | 3'31"52     | Non attribuita.                                                  |             |
| Corse su strada |                                                                |             |                                                                            |             |                                                                  |             |
| Maratona (dettagli) | Clarisse Rasoarizay                                            | 2 h 46'58 s | Tadelesh Birra                                                             | 2 h 52'04 s | Leila Aman                                                       | 2 h 55'07 s |
| Marcia 20 km (dettagli) | Estlé Viljoen                                                  | 1 h 44'29 s | Amsale Yakobe                                                              | 1 h 47'42 s | Natalie Fourie                                                   | 1 h 48'08"  |
| Salti |                                                                |             |                                                                            |             |                                                                  |             |
| Salto in lungo (dettagli) | Esther Aghatise                                                | 6,58 m      | Grace Umelo                                                                | 6,56 m      | Chinedu Odozor                                                   | 6,52 m      |
| Salto triplo (dettagli) | Kéné Ndoye                                                     | 14,23 m     | Salamatu Alimi                                                             | 13,47 m     | Nkechinyere Mbaoma                                               | 13,18 m     |
| Salto in alto (dettagli) | Nkeka Ukuh                                                     | 1,84 m      | Marizca Gertenbach                                                         | 1,84 m      | Anika Smit                                                       | 1,80 m      |
| Salto con l'asta (dettagli) | Samantha Dodd                                                  | 3,90 m      | Annelie van Wyk                                                            | 3,80 m      | Margaretha du Plessis                                            | 3,50 m      |
| Lanci |                                                                |             |                                                                            |             |                                                                  |             |
| Getto del peso (dettagli) | Vivian Chukwuemeka                                             | 18,12 m     | Veronica Abrahamse                                                         | 15,77 m     | Wafa Ismail El Baghdadi                                          | 15,32 m     |
| Lancio del disco (dettagli) | Elizna Naudé                                                   | 57,44 m     | Vivian Chukwuemeka                                                         | 54,83 m     | Alifatou Djibril                                                 | 54,79 m     |
| Lancio del martello (dettagli) | Marwa Hussein Arafat                                           | 64,28 m     | Susan Adeoye Olufunke                                                      | 58,86 m     | Vivian Chukwuemeka                                               | 56,54 m     |
| Lancio del giavellotto (dettagli) | Aïda Sellam                                                    | 54,58 m     | Lindy Leveau                                                               | 53,23 m     | Sunette Viljoen                                                  | 51,68 m     |
| Prove multiple |                                                                |             |                                                                            |             |                                                                  |             |
| Heptathlon (dettagli) | Margaret Simpson                                               | 6 152 p.    | Justine Robbeson                                                           | 5 697 p.    | Patience Okoro                                                   | 5 436 p.    |
| record mondiale; record mondiale stagionale; record africano; record dei Giochi; record nazionale; record personale; record personale stagionale. |                                                                |             |                                                                            |             |                                                                  |             |

## Medagliere
La nazione ospitante è evidenziata
| Posiz. | Nazione      | Oro | Argento | Bronzo | Totale |
| ------ | ------------ | --- | ------- | ------ | ------ |
| 1      | Nigeria      | 13  | 14      | 6      | 33     |
| 2      | Sudafrica    | 7   | 9       | 9      | 25     |
| 3      | Etiopia      | 5   | 6       | 4      | 15     |
| 4      | Ghana        | 4   | 2       | 3      | 9      |
| 5      | Kenya        | 3   | 3       | 6      | 12     |
| 6      | Egitto       | 3   | 1       | 2      | 6      |
| 7      | Tunisia      | 3   | 1       | 1      | 5      |
| 8      | Senegal      | 2   | 1       | 4      | 7      |
| 9      | Botswana     | 2   | 0       | 0      | 2      |
| 9      | Madagascar   | 2   | 0       | 0      | 2      |
| 11     | Tanzania     | 1   | 0       | 1      | 2      |
| 12     | Seychelles   | 0   | 2       | 0      | 2      |
| 12     | Sudan        | 0   | 2       | 0      | 2      |
| 14     | Algeria      | 0   | 1       | 3      | 4      |
| 15     | Camerun      | 0   | 1       | 2      | 3      |
| 16     | Namibia      | 0   | 1       | 0      | 1      |
| 16     | Uganda       | 0   | 1       | 0      | 1      |
| 18     | Burkina Faso | 0   | 0       | 1      | 1      |
| 18     | Togo         | 0   | 0       | 1      | 1      |
| 18     | Zimbabwe     | 0   | 0       | 1      | 1      |